# Acacia chordophylla
Acacia chordophylla é uma espécie de leguminosa do gênero Acacia, pertencente à família Fabaceae.